# Тузгар, Йоанн
Йоанн Тузгар (фр. Yoann Touzghar; род. 28 ноября 1986, Авиньон) — тунисский футболист, нападающий клуба «Аяччо» и сборной Туниса.

## Клубная карьера
Тузгар — воспитанник клубов «Монако» и «Канн». В 2005 по 2010 году Йоанн выступал за «Грассе». В 2010 году Тузгар перешёл в «Амьен». 13 августа в матче против «Кольмара» он дебютировал в Лиге 3. 28 сентября в поединке против столичного «Маккаби» Йоанн забил свой первый гол за «Амьен». По итогам сезона Тузгар помог клубу выйти в более высокий дивизион. 29 июля 2011 года в матче против «Труа» он дебютировал в Лиге 2. Летом 2012 года Тузгар на правах аренды перешёл в «Ланс». 24 августа в матче против «Газелека» он дебютировал за новую команду. 29 октября в поединке против «Клермона» Йоанн забил свой первый гол за «Ланс». По окончании аренды клуб выкупил трансфер игрока. 
Летом 2015 года Тузгар перешёл в тунисский «Клуб Африкен». 14 октября в матче против «Эсперанса» он дебютировал в тунисской Лиге 1. 20 ноября в поединке против «Гафса» Йоанн забил свой первый гол за «Клуб Африкен».
Летом 2016 года Тузгар вернулся во Францию, став игроком клуба «Осер». 9 сентября в матче против «Сошо» он дебютировал за новую команду. 14 октября в поединке против «Лаваля» Йоанн сделал «дубль», забив свои первые голы за «Осер». В начале 2017 года Тузгар перешёл в «Сошо». 4 февраля в матче против «Бреста» он дебютировал за новый клуб. 5 мая в поединке против «Лаваля» Йоанн забил свой первый гол за «Сошо». Летом 2018 года Тузгар подписал контракт с «Труа». 27 июля в матче против «Аяччо» он дебютировал за новую команду. В этом же поединке Йоанн забил свой первый гол за «Труа». В 2021 году Тузгар помог клубу выйти в элиту. 7 августа в матче против «Пари Сен-Жермен» он дебютировал в Лиге 1. 

## Международная карьера
12 июня 2015 года в отборочном матче Кубка Африки 2017 против сборной Джибути Тузгар дебютировал за сборную Туниса. В этом же поединке Йоанн забил свой первый гол за национальную команду. В 2022 году Тузгар принял участие в Кубке Африки в Камеруне. На турнире он сыграл в матче против команды Мали.

### Голы за сборную Туниса
| #  | Дата         | Место проведения                  | Соперник | Счёт | Голы | Соревнование                   |
| -- | ------------ | --------------------------------- | -------- | ---- | ---- | ------------------------------ |
| 1. | 12 июня 2015 | Олимпийский стадион, Радес, Тунис | Джибути  | 8:1  | 8:1  | Кубок Африки 2017 квалификация |